# 가면 티처
《가면 티처》(일본어: 仮面ティーチャー)는 후지사와 토오루에 의한 일본의 만화 작품이다.

## 개요
교육 현장에서의 체벌 방식에 대해서 깊이 파고 들어간 작품. 교사들이 가면을 써 정체를 숨기는 등 특수 촬영 영웅 프로그램을 패러디한 묘사가 많다. 또 속편 BLACK에서는 빈부 격차 사회가 그려져 있다.

## 등장인물

### 주인공
아라키 고우타
치바 현의 마이하마 고등학교에 전임해 온 2학년 C반의 새로운 담임, 홋카이도 출신의 24세. 담당 학과는 역사이고, 취미는 몸을 단련하는 것과 그라비아 오려내기.

### 《가면 티처》에서의 주요 인물

#### 타치바나 시립 쿄쿠란 고교
총 학생수 486명, 전체 12 클래스.
이치무라 미키
1학년 담임으로 국어를 가르치고 있다.
무라에다
쿄쿠란 고교 교사.
타케하라 킨조
2학년 C반의 학생으로, 클래스를 도맡는 보스.
시시마루
2학년 C반의 학생. 금발의 롱 헤어가 인상적.
본
2학년 C반의 학생. 흑발의 짧은 머리 사나이.
코타로
2학년 C반의 학생. 교실 앞에서 초면인 고우타를 갑자기 때렸다.
료타
2학년 C반의 학생. 장발의 남자.
스기야마
2학년 C반의 학생. 니트 모자를 쓰고 있다.
유스케
2학년 C반의 학생.
신야
2학년 C반의 학생. 안경을 쓰고 있다.
이누가미 이치로
현재는 휴학 중.
이누가미 지로
이치로의 동생.
미사키 토모야
이누가미 형제가 3달 전에 일으킨 사건의 열쇠를 쥐고 있는 인물.

#### 그 외
쿠사나기
가면 티처 프로그램과 관련된 인물. 안경을 쓰고 있다.
타케하라 리사
킨조의 어머니.
렌
리사를 속인 프로 토지 사기꾼. 킨조의 분노를 산다.
이치카와 루이
고우타가 응원하고 있는 그라비아 아이돌.

## 텔레비전 드라마

### 연속 드라마
《가면 티처》의 타이틀로 텔레비전 드라마화. 2013년 7월 6일부터 9월 28일까지 닛폰 TV에서 매주 토요일 24:50 ~ 25:20(JST)에 방송되었다. 주연은 후지가야 타이스케.
캐치프레이즈는, 〈자, 과외 수업을 시작한다〉.

#### 캐스트

##### 하나조라 가쿠인 고교
무법 지대가 되어 교사의 대부분이 열정을 잃어버린 고교. 고우타의 정체를 아는 것은 교장뿐, 그렇기 때문에 가면 티처로 변신할 때는 도서실의 비밀 문에 가야 한다.

###### 교원
아라키 고우타 (26) - 후지가야 타이스케 (Kis-My-Ft2)
2학년 C반의 담임 및 교육부 학교 정책국 특수 공작원 Rank A+. 혈액형은 AB형. 취미는 메뚜기 채집으로 특히 풀무치를 좋아한다.
이치무라 미키 (25) - 오오마사 아야
영어 교사.
스가와라 켄타로 - 시가 코타로
교장.
이소베 코조 - 키타야마 마사야스
교감.
토오야마 슈사쿠 - 야마다 신타로
고전 교사. 고우타를 차가운 눈으로 바라본다.
혼다 아유미 - 후지사와 아야노
교사. 학생에게 개입하지 않는 주의로, 수업은 교과서를 낭독할 뿐.
스즈키 덴 - 와타리 히로시
교사.

###### 2학년 C반
고우타가 담임을 맡은 문제아만 모인 클래스. 이미 학급이 붕괴되어, 전 담임인 쿠온은 노이로제로 일주일 전에 퇴직했다. 킨조나 M4와 같은 강자들이 클래스를 좌지우지한다. M4란 〈SHADOW MAN〉, 〈MONEY MAN〉, 〈MAD MAN〉, 〈ICE MAN〉라는 4명의 MAN이 갖추어져 있기 때문에, 그렇게 불리고 있다.
코타로 (17) - 마에다 고키
M4의 일원으로 〈매드맨〉이라고 불린다.
료타 (17) - 야나기 슌타로
M4의 일원으로 〈아이스맨〉이라고 불린다.
미사키 토모야 - 키쿠타 다이스케

콘도 카나코 - 타케토미 세이카

코마츠 나나미 - 요시네 쿄코

노마 아사미 - 나카무라 아리사

아라이 - 하야시 사쿠라

나카가와 준야 - 사토 타이키 (EXILE)

카토 슈헤이 - 시메기 에노쿠

### Sexy Zone/King & Prince/SixTONES
타케하라 킨조 (17) - 키쿠치 후마 (Sexy Zone)
하나조라 가쿠인 최강의 남자로 M4를 통괄하는 존재. 시사마루와 같은 고아원 출신.
시시마루 (17) - 키시 유타 (King & Prince)
M4의 일원으로 〈섀도맨〉이라고 불린다. 킨조와 같은 고아원 출신.
쿠사나기 케이고 (17) - 제시 (SixTONES)
수수께끼에 싸인 미스티어리어스한 우등생. 가면 티처에 관심을 가져, 정체가 고우타가 아닐까 생각한다.
본 (17) - 쿄모토 타이가 (SixTONES)
M4의 일원으로 〈머니맨〉이라고 불리는 부잣집 아들.

##### 카페 호퍼
오토바이를 좋아하는 사람들이 모이는 카페.
코바야시 토베 - 무사카 나오마사
카페의 마스터. 고우타의 정체를 아는 몇 안 되는 인물.
코바야시 쇼헤이 - 카미나가 케이스케
토베의 아들.
코바야시 사에코 - 야마모토 마이카
토베의 딸로 가게를 돕는다.

##### 그 외
이이쿠라 루이 - 사이토 타쿠미
교육 재생 프로그램인 〈가면 티처 법〉을 시책, 실행하는 교육부 학교 정책국 국장.
금발 선생님 - 츠카다 료이치 (A.B.C-Z)
극 중 극인 〈3학년 C반 금발 선생님〉의 주인공.

##### 게스트
제1화
이마이 사토시 - 타카다 쇼 (쟈니즈 Jr.)
본의 친한 친구이자 전 동급생. 14개월 전, 왕따였던 본을 옹호한 이유로 왕따의 새로운 타겟이 되고 만다. 왕따당한 것으로 본이 받은 그동안의 고통을 이해하고, 자신 혼자서 본이 겪은 고통을 받아들인다. 그 결과, 12개월 전에 학교 옥상에서 자살을 시도, 휠체어 생활을 한다.
본심으로는 자신을 버린 본을 아직 친구라고 생각하며, 사과의 한마디가 있으면 화해가 가능하다고 믿었다. 가면 티처의 과외에 의해 자신의 생각을 본에게 표시하며, 그와의 마음의 응어리를 해소한다.
쿠온 준지 - 나카타니 류
1주 전에 퇴직한 하나조라 가쿠인 2학년 C반 전 담임.
제6화
카와니시 - 나미오카 카즈키

제7 ~ 8화
쿠사나기 카요미 - 유이 료코
케이고의 어머니.
쿠사나기 유야 - 카네다 요세이 (쟈니즈 Jr.)
케이고의 남동생.
제9화
폴 - 미우라 마사키

제10 ~ 12화
이누가미 이치로 - 마치다 케이타 (극단 EXILE)

이누가미 지로 - 노가에 슈헤이 (극단 EXILE)

#### 스태프
- 원작 - 후지사와 토오루 《가면 티처》
- 각본 - 야마오카 준페이
- 음악 - 마키도 타로
- 총감독 - 모리야 켄타로
- 감독 - 모리야 켄타로, 혼다 류이치, 고토 코타로, 치무라 토시미츠, 타키모토 켄고
- 주제가 - Kis-My-Ft2 〈Luv Sick〉 (avex trax)
- 삽입곡 - ARTEMA 〈My Way,My Life –Rebirth–〉 (WARNER MUSIC JAPAN)
- 치프 프로듀스 - 모리자네 하루카즈
- 프로듀스 - 우에노 히로유키, 사카시타 테츠야, 마에하타 쇼코
- 제작 프로덕션 - 닛테레 악스온, TVMAN UNION
- 제작 저작 - 〈가면 티처〉 제작 위원회

#### 방송 일자
| 각 화  | 방송일          | 부제                       | 감독            | 시청률 |
| ------ | --------------- | -------------------------- | --------------- | ------ |
| 제1화  | 2013년 7월 6일  | 그 이름은, 가면 티처       | 모리야 켄타로   | 2.9%   |
| 제2화  | 2013년 7월 13일 | 격투, 매드 먹스            | 모리야 켄타로   | 2.7%   |
| 제3화  | 2013년 7월 20일 | M4, 움직이다               | 혼다 류이치     | 2.5%   |
| 제4화  | 2013년 7월 27일 | 어두운 가면 교사           | 혼다 류이치     | 3.8%   |
| 제5화  | 2013년 8월 3일  | 두 사람의 세계             | 고토 코타로     | 2.1%   |
| 제6화  | 2013년 8월 10일 | 내 손을 잡아라             | 치무라 토시미츠 | 3.0%   |
| 제7화  | 2013년 8월 17일 | 너, 과거에 뭔 일이 있었어? | 타키모토 켄고   | 3.3%   |
| 제8화  | 2013년 8월 31일 | 은과 흑                    | 타키모토 켄고   | 2.6%   |
| 제9화  | 2013년 9월 7일  | 그의 사명                  | 타키모토 켄고   | 3.0%   |
| 제10화 | 2013년 9월 14일 | 가짜                       | 타키모토 켄고   | 2.6%   |
| 제11화 | 2013년 9월 21일 | 결전, 하나조라 가쿠인      | 모리야 켄타로   | 2.8%   |
| 제12화 | 2013년 9월 28일 | 빛                         | 모리야 켄타로   | 3.5%   |

- 제1화는 30분 확대 방송 (24:50 ~ 25:50).
- 제2화는 《사이토 씨 2》의 확대 방송 때문에 25:05 ~ 25:35 방송.
- 제7화는 《아라시니 시야가레 24시간 TV 직전 SP》의 확대 방송 때문에 25:20 ~ 25:50 방송.

| 닛폰 TV 토요일 24:50 ~ 25:20 시간대 | 닛폰 TV 토요일 24:50 ~ 25:20 시간대 | 닛폰 TV 토요일 24:50 ~ 25:20 시간대 |
| 이전 작품                           | 작품명                              | 다음 작품                           |
| ----------------------------------- | ----------------------------------- | ----------------------------------- |
| BAD BOYS J (2013.4.6 ~ 2013.6.22)   | 가면 티처 (2013.7.6 ~ 2013.9.28)    | 49 (2013.10.5 ~ 2013.12.28)         |

### 스페셜 드라마
《금요 로드 SHOW! 특별 드라마 기획 가면 티처》는 2014년 2월 14일 21:00 ~ 22:54에, 닛폰 TV 계열 《금요 로드 SHOW!》로 방송된 스페셜 드라마이다. 연속 드라마판 반 년 전을 그린다.

#### 캐스트

##### 성 픽셔널 하이스쿨

###### 교원
아라키 고우타 - 후지가야 타이스케 (Kis-My-Ft2)
3학년 D반의 부담임.
가토 마야 - 나츠나
3학년 D반의 담임.
난바라 테츠오 - 오오이시 고로
교장.
마키노 - 타나카 코타로
교사.

###### 3학년 D반
아마카와 아츠시 - 쿠보타 마사타카
3학년 D반의 리더격.
하야세 아카리 - 시라이시 마이 (노기자카46)
아마카와의 여자친구. 취미는 요리.
이가와 코스케 - 야스이 켄타로 (쟈니즈 Jr.)

유자와 레이지 - 마츠무라 호쿠토 (쟈니즈 Jr.)

카구라 에이타 - 타나카 쥬리 (쟈니즈 Jr.)

###### 시청사
가토 코이치 - 후나고시 에이치로
마야의 아버지.
우라베 사토시 - 아베 츠요시
코이치의 비서.
아오키 - 아오키 겐타
코이치의 비서.

###### 카페 호퍼
코뱌아시 토오베에 - 무사카 나오마사

코바야시 쇼헤이 - 카미나가 케이스케

코바야시 사에코 - 야마모토 마이카

###### 그 외
가토 마치코 - 후지타 토모코
마야의 어머니.
소노다 슈지 - 카키자와 하야토

이이쿠라 루이 - 사이토 타쿠미

쿠사나기 케이고 - 제시 (쟈니즈 Jr.)

금발 선생님 - 츠카다 료이치 (A.B.C-Z)

#### 스태프
- 원작 - 후지사와 토오루 《가면 티처》
- 각본 - 야마오카 준페이, 마츠다 유코
- 음악 - 마키도 타로
- 감독 - 오오츠카 쿄지, 니시무라 료
- 주제가 - Kis-My-Ft2 〈Luv Sick〉 (avex trax)
- 삽입곡 - Kis-My-Ft2 〈SNOW DOME의 약속〉 (avex trax)
- 내레이터 - 사이토 타쿠미
- 액션 - 요시다 히로유키
- 스턴트 - 카라사와 이사오
- 제작 - 후쿠시 아츠시
- 프로듀스 - 우에노 히로유키, 사카시타 테츠야
- 제작 프로덕션 - 닛테레 악스온
- 기획 제작 - 닛폰 TV
- 제작 저작 - 〈가면 티처〉 제작 위원회

## 영화
2013년 10월 15일, 텔레비전 드라마판의 후일담으로 《극장판 가면 티처》의 타이틀로 영화화가 발표되었다. 일본에서 2014년 2월 22일에 개봉되었다. 주연은 텔레비전 드라마판에 계속해 Kis-My-Ft2의 후지가야 타이스케가 맡는다. 캐치프레이즈는, 〈믿는 것은, 힘인가, 마음인가. 후지가야 타이스케(Kis-My-Ft2) 첫 주연, 신세대 엔터테인먼트!〉.

### 캐스트

#### 하나조라 가쿠인

##### 교원
- 아라키 고우타 - 후지가야 타이스케 (Kis-My-Ft2)
- 이치무라 미키 - 오오마사 아야
- 스가와라 켄타로 - 시가 코타로
- 라몬 코헤이 - 엔도 켄이치
- 아나미 타츠코 - 하라 미키에
- 쿠온 준지 - 나카타니 류
- 금발 선생님 - 츠카다 료이치 (A.B.C-Z)

##### 2학년 C반
- 타케하라 킨조(시사마루와 같은 고아원 출신) - 키쿠치 후마 (Sexy Zone)
- 시시마루(킨지와 같은 고아원 출신) - 키시 유타 (King & Prince)
- 쿠사나기 케이고 - 제시 (SixTONES)
- 본 - 쿄모토 타이가 (SixTONES)
- 코타로 - 마에다 고키
- 료타 - 야나기 슌타로
- 콘도 카나코 - 타케토미 세이카

##### 2학년 A반
- 에나츠 치카게 - 키타야마 시오리

##### 신 학생회
- 학생회장 - 코타키 노조무 (쟈니즈WEST)
- 부학생회장 - 사쿠마 다이스케 (Snow Man)
- 회계 - 미야다테 료타 (Snow Man)
- 서기 - 아베 료헤이 (Snow Man)

#### 교육성
- 이이쿠라 루이 - 사이토 타쿠미
- 미도 노부히코 - 하기와라 마사토

#### 카페 호퍼
- 코바야시 토베 - 무사카 나오마사
- 코바야시 사에코 - 야마모토 마이카

### 스태프
- 원작 - 후지사와 토오루 《가면 티처》
- 각본 - 야마오카 준페이
- 음악 - 마키도 타로
- 감독 - 모리야 켄타로
- 주제가 - Kis-My-Ft2 〈Luv Sick〉 (avex trax)
- 배급 - 쇼게이트
- 제작 저작 - 극장판 〈가면 티처〉 제작 위원회